# Michael Pat Murphy
Michael Pat Murphy (* 12. März 1919 in Schull, County Cork, Irland; † 28. Oktober 2000 in Cork) war ein irischer Politiker der Labour Party. Er gehörte von 1951 bis 1981 dem Dáil Éireann, dem Unterhaus des irischen Parlaments, an.

## Leben
Murphy zog erstmals 1951 für die Labour Party aus dem Wahlkreis Cork West als Teachta Dála in das Unterhaus ein. Auch als der Wahlkreis 1961 umgestaltet wurde und er fortan für Cork South-West kandidierte, konnte er seinen Sitz verteidigen. Mit dem Ende des 21. Dáil Éireann zog er sich aus der Politik zurück. Bei den Wahlen 1981 trat er nicht mehr an. 
Im Anschluss daran war er wieder kommunalpolitisch im Cork County Council aktiv. 
Mit seiner Frau Hettie hatte er sechs Kinder, vier Söhne und zwei Töchter. Seine Tochter Kate Ann ist die Ehefrau des früheren Justizministers John O’Donoghue.